# Конституційно-демократична партія (Японська імперія)

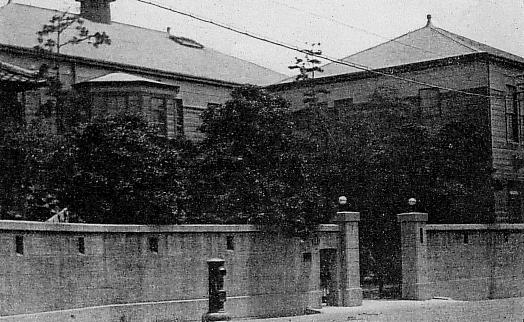
Штаб-квартира конституційно-демократичної партії в столиці Японської імперії місті Токіо.

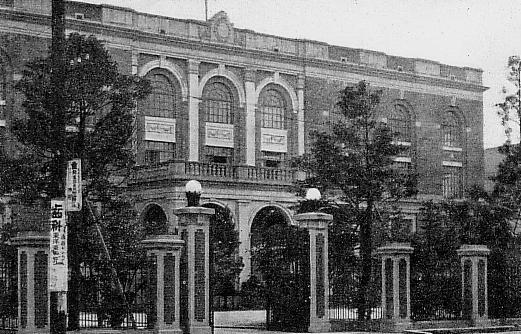
Штаб-квартира його головного конкурента, "Ріккен Сейюкай"

Конституційно-демократична партія (яп. 立憲民政党)  відома також під назвою «Ріккен Мінсейто» була однією з головних японських політичних партій довоєнної Японської імперії. Вона була широко відома в японській політиці за своєю скороченою назвою «Мінсейто».

## Історія
Японська політична партія «Ріккен Мінсейто» була заснована 1 червня 1927 року шляхом злиття двох японських політичних партій, а саме «Kenseikai» та «Seiyu Hontō». До складу керівництва цієї політичної партії входили: Хамаґуті Осаті, Вакацукі Рейдзіро, Ямамото Тацуо, Такедзіро Токонамі, Адачі Кензо, Коїдзумі Матадзіро та Сайто Такао. Політична програма «Ріккен Мінсейто» була більш політично та економічно ліберальнішою, ніж політична програма його головного конкурента, партії «Ріккен Сейюкай», також «Ріккен Мінсейто» закликали до реального правління сейму (парламенту) Японської імперії, а не японських бюрократів чи ґенро (неконституційний орган створений при японському імператорі), ця політична партія також прагнула усунути нерівність в багатстві, покращити міжнародну співпрацю та захистити особисті свободи японських громадян (підданих).
Політична партія «Ріккен Мінсейто» висунуло багато кандидатів на  загальних виборах у лютому 1928 року (перших, що відбулися після Закону про загальні вибори), вони отримали в результаті 217 місць у нижній палаті сейму (парламенту) Японської імперії, на відміну від 218 місць у їхнього головного політичного супротивника «Ріккен Сейюкай». Це призвело до блокування діяльності парламенту Японської імперії.
На наступних загальних виборах 1930 року політична партія «Ріккен Мінсейто» отримала 273 місць у парламенті Японської імперії, на відміну від їх головного конкурента  «Ріккен Сейюкай» що отримав лише  174 місць. Це дало можливість політичній партії «Ріккен Мінсейто» отримати абсолютну більшість в парламенті Японської імперії. Президент (голова) політичної партії «Ріккен Мінсейто»  пан Хамаґуті Осаті, став прем'єр-міністром Японської імперії. Першочерговим завданням прем'єр-міністра  Хамаґуті Осаті було подолання наслідків економічної кризи пов'язаної з крахом фондового ринку в 1929 році, пан Хамаґуті Осаті запровадив скорочення державних витрат, звуження грошової маси в економіці Японської імперії та заохочення експорту, одночасно стабілізуючи іноземні інвестиції шляхом повернення до фіксованого обмінного курсу національної валюти.
Під час свого перебування при владі політична партія «Ріккен Мінсейто» також виступало за миролюбну зовнішню політику Японської імперії, також вони ратифікували лондонський морський договір 1930 року. Проте прем'єр-міністр Хамагуті Юко став жертвою політичного вбивства 14 листопада 1930 року, коли його застрелив на Токійському вокзалі член японського ультранаціоналістичного таємного товариства. Японський політик пан Вакацукі Рейдзіро став виконуючим обов'язки прем'єр-міністра Японської імперії, він також належав до японської політичної партії «Ріккен Мінсейто».
У 1931 році політична партія «Ріккен Мінсейто» рішуче виступив проти «Мукденського інциденту», який був організований імператорською армією Японської імперії. Антивоєнний міністр закордонних справ пан Сідехара Кідзюро та прем’єр-міністр Японської імперії пан Вакацукі Рейдзіро зазнали різкої критики за втручання у військові справи та були звинувачені в «серйозній корупції», а уряд на чолі якого стояв він розпався в 1931 році.
На наступних загальних виборах 1932 року деякі праві члени політичної партії «Ріккен Мінсейто» перейшли до їх головного політичного конкурента в партію «Ріккен Сейюкай», яка отримала тоді абсолютну більшість місць, а саме 301 місце в парламенті Японської імперії, завдяки цьому президент (голова) політичної партії «Ріккен Сейюкай» пан Інукай Цуйосі став новим прем'єр-міністром Японської імперії. 
Політична партія «Ріккен Мінсейто» змогла відновити дуже незначну більшість в парламенті Японської імперії у 205 місць проти 175 місць у політичної партії «Ріккен Сейюкай» на загальних виборах 1936 року, лише завдяки тому, що вони зайняли більш про військову політичну позицію. Однак невелика перевага знову призвела до блокування роботи парламенту Японської імперії. На загальних виборах 1937 року, політична партія «Ріккен Мінсейто» знову втратила чисельність мандатів у парламенті до 179 місць, тоді як їх конкурент«Ріккен Сейюкай» зберегли  усі свої 175 місць, що продовжило параліч у парламенті Японської імперії.
15 серпня 1940 року політична партія «Ріккен Мінсейто» проголосувало за саморозпуск, та приєдналась до надпартійної "Асоціація допомоги трону" в рамках зусиль пана Коное Фумімаро створити (перетворити) Японську імперію в однопартійну державу, і після цього рішення політична партія «Ріккен Мінсейто» припинила своє існування.

## Партійна платформа
1. Ми повинні відображати консенсус народу в імперському сеймі (парламенті)  Японської імперії та ретельно проводити парламенто-центричну політику під правлінням японського імператора.
2. Ми повинні процвітати у виробництві шляхом національного пристосування, зробити розподіл (статків / багатств) справедливим і усунути причину соціальних хвилювань.
3. Ми повинні дотримуватися міжнародної справедливості в дипломатичних відносинах і розширювати принципи расової рівності та розкриття ресурсів.
4. Ми повинні розвивати характер, просвітницьку уяву та само вмотивовану індивідуальність, вирівнювати можливості навчання та активно сприяти реалізації освіти.
5. Ми повинні здійснити реорганізацію, яка адаптується до імпульсу для появи, зламавши анахронічну погану практику, яка переважає в законодавстві, адміністрації та місцевому самоврядуванні Японської імперії.

Перша стаття – це текст, який визначає політику, зосереджену на палаті представників парламенту Японської імперії, таким чином демонструючи перевагу нижньої палати парламенту над верхньою палатою парламенту.

## Ідеологія

### Основна філософія
Хоча політична партія «Ріккен Мінсейто» і їхній головний суперник політична партія «Ріккен Сейюкай» виступали за конституційну монархію, в Японській імперії, політична партія «Ріккен Мінсейто» дотримувалися більш ліберальної та прогресивної платформи, ніж їхня консервативна опозиція з політичної партії «Ріккен Сейюкай». Політична партія «Ріккен Мінсейто» було створено на противагу як анти «Ріккен Сейюкай» 1 червня 1927 року. Однак партія насправді була більше строкатою колекцією різних японських політиків, які хотіли перешкодити політичній партії «Ріккен Сейюкай» взяти під контроль політичну владу в Японській імперії.
За цих обставин політична партія «Ріккен Мінсейто» під керівництвом першого президента (голови) цієї партії Хамаґуті Осаті, почала виступати за «свободу» та «прогрес». Він визначив «Ріккен Мінсейто» як прогресивну партію, яка поважає особисту свободу та оригінальність. Фактично, з часом політична партія «Ріккен Мінсейто» перетворилося на японську прогресивну партію, яка прагнула до свободи та рівності під час боротьби з політичною партією «Ріккен Сейюкай».

### Прагнення запровадження двох партійної політичної системи
Політична партія «Ріккен Мінсейто» прагнуло встановити двопартійну систему в Японській імперії , також ця партія виступала за «парламенто-центричну політику» (яп. 議会中心政治). Це було пов’язано з впливом колишніх членів законодавців політичної партії «Кенсейкай», які набули досвіду як політики партійної політики, і це ідея протистояти політичній програмі «Ріккен Сейюкай». Японський політик Сейго Накано, керівник відділу розробки політики та зв’язків з громадськістю, заявив, що «Ріккен Мінсейто»  впроваджуватиме сильну «парламенто-центричну політику» шляхом належного функціонування загального виборчого права». Політична партія «Ріккен Мінсейто» була першою політичною партією в Японській імперія, яка назвала себе «Демократичною партією».

## Політики
Політична партія «Ріккен Мінсейто» було спрямовано на поступову демократизацію Японської імперії у співпраці з її бюрократією. Бо в цій політичній партії було багато партійців, які колись були державними бюрократами.

## Організація
Штаб-квартира політичної партії «Ріккен Мінсейто» була в Сакурада-чо, Сіба-ку, Токіо. У 1947 році Сіба-ку став нинішнім Мінато (один з районів Токіо), внаслідок злиття двох районів Акасака-ку та Азабу-ку. Оскільки тодішні політичні партії не мали корпоративного статусу, власники землі та будівлі штаб-квартири не були частинами політичної партії. Власником штаб-квартири політичної партії «Ріккен Мінсейто» був японський журналіст Мінура Кацундо, та Онімари Гісаі.
Внутрішньопартійне управління політичної партії «Ріккен Мінсейто» було автократією її керівників. Законодавці «Ріккен Мінсейто» майже монополізували керівні посади, а політична діяльність партії була зосереджена на законодавцях. Правила партії передбачають, що керівники обираються публічно, але партія стала автократією через керівництво, тому що на з’їзді було висунуто пропозицію «це слід залишити президенту (голові)» цієї політичної партії.

### Членство
Політична партія «Ріккен Мінсейто» стверджувала що має 2 або 3 мільйони членів, однак самі лідери цієї політичної партії не знали точної чисельності її членів. Партія «Ріккен Мінсейто  залишила на складі свідоцтво для вступу/виходу з цієї партії та не впорядкувала список своїх учасників. Крім того, було також багато подвійного членства та непостійних членів.З цієї причини точна кількість членів політичної партії «Ріккен Мінсейто» невідома.
Деякі члени політичної партії «Ріккен Мінсейто», які не були законодавцями, створили організацію під назвою «Інгайдан». По суті, вони працювали без оплати за кампанії, супровід, зв’язок, антиурядові рухи та виборчу політичну боротьбу. Є інформація, що в префектурі Токіо було близько 1300 членів організації «Інгайдан».

### Фракції
У політичній партії «Ріккен Мінсейто» був конфлікт з фракцією «Канрьоха» буквально «фракція бюрократів». Члени фракції «Канрьоха» були навіть в центрі політичної партії «Ріккен Мінсейто». Вони мали надзвичайну здатність збирати політичні кошти, оскільки були добре відомі в японській бізнес-спільноті, наприклад в таких компаніях як Mitsubishi та японська олігархія відома під назвою дзайбацу. Вони також мали міцні зв’язки з «Ґенро» та іншими привілейованими класами, тому мали високі здібності до формування японської політики. Також вони були сукупністю людських ресурсів, які могли б раціоналізувати адміністративну, фінансову та податкову політику Японської імперії. Ще одна японська фракція, «Тодзінха», об’єднувалася під керівництвом японського політика Адачі Кензо, який мав добру репутацію завдяки кмітливим навичкам у виборчій кампанії. Серед членів «Тодзінха» було багато політиків, які брали активну участь у демократичних рухах Японської імперії. Молодша вікова група «Тодзінха» мала глибокі зв’язки з японськими громадськими групами, заснованими на середньому класі, такими як молодіжна політична організація, і сформувала ліве крило партії, яка вимагала від керівників реалізації популістської політичної програми. Проте серія банкрутств японських місцевих банків через фінансову кризу 1920-х років спричинила занепад фінансової підтримки «Тодзінха», місцевої бізнес-спільноти. У результаті «Тодзінха» не міг повністю протистояти фракції «Канрьоха».

### Лідери
| Немає. | Ім'я                                | Портрет | Термін повноважень    | Термін повноважень    |
| Немає. | Ім'я                                | Портрет | Заступив на посаду    | Залишив посаду        |
| ------ | ----------------------------------- | ------- | --------------------- | --------------------- |
| 1      | Осачі Хамагуті                      |         | 1 червня 1927 р       | 13 квітня 1931 року   |
| 2      | Вакацукі Рейдзіро                   |         | 13 квітня 1931 року   | 1 листопада 1934 року |
| -      | Мачіда Чудзі (Тимчасовий президент) |         | 1 листопада 1934 року | 20 січня 1935 року    |
| 3      | Мачіда Чудзі                        |         | 20 січня 1935 року    | 15 серпня 1940 року   |

## Результати виборів
| Рік виборів | Кількість місць | Зміна | Статус   |
| ----------- | --------------- | ----- | -------- |
| 1928 рік    | 216 / 466       | ▬     | Опозиція |
| 1930 рік    | 273 / 466       | ▲ 57  | Влада    |
| 1932 рік    | 146 / 466       | ▼ 127 | Опозиція |
| 1936 рік    | 205 / 466       | ▲ 59  | Влада    |
| 1937 рік    | 179 / 466       | ▼ 26  | Опозиція |

## Подальше читання
- Awaya, Kentaro [японською] (1983). Showa no Seito. Showa no Rekishi  (яп.). Т. 6. Tokyo: Shogakukan Inc. ISBN 978-4093760065.
- Sims, Richard (1990). Japanese Political History Since the Meiji Renovation 1868-2000. University of California Press. ISBN 0-520-06838-6.
- Uno, Shun'ichi [японською] (1991). Nihon zenshi: Japan chronik (яп.). Tokyo: Kodansha Ltd. ISBN 4-06-203994-X.
- Young, Louise (1999). Japan's Total Empire: Manchuria and the Culture of Wartime Imperialism. University of California Press. ISBN 0-520-21934-1.
- Bix, Herbert P. (2000). Hirohito and the Making of Modern Japan. New York, NY: HarperCollins Publishers Inc. ISBN 0-06-019314-X.
- Garon, Sheldon (2001). The State and Labor in Modern Japan. Palgrave Macmillan. ISBN 0-312-23915-7.
- Gordon, Andrew (2008). A Modern History of Japan: From Tokugawa Times to the Present. Oxford University Press. ISBN 978-0-19-533922-2.
- Inoue, Toshikazu [японською] (2012). Seiyūkai to Minseitō: senzen no nidai seitōsei ni nani o manabu ka. Chuko Shinsho  (яп.). Tokyo: Chuokoron-Shinsha. ISBN 978-4-12-102192-2.